# 小松由佳 (声優)
小松 由佳（こまつ ゆか、3月8日 - ）は、日本の声優、舞台女優、ナレーター。東京都出身。青二プロダクション所属。

## 来歴
父親は東映の監督だった小松範任。母親は大の映画好きで、幼少から映画が身近にあった家庭環境で育った。その影響で、子供時代から将来の夢は映画監督であった。映画の脚本家も同時に目指していたが、助言により舞台の脚本を書くようになり、舞台の道に進んでいった。日本大学藝術学部時代には演出も担当するようになり、自ら役者として舞台に立ち、演技もするようになっていた。
劇団活動を続けながらも、いつか映画を撮りたいという想いは持ち続け、映写技師のアルバイトをしていた。しかしその道で生計を立てていくことは現実的には難しく、それでも大好きな映画と関わりのある仕事がしたかったため、母親のアドバイスも受けて声優を志す。
1998年に青二プロダクション付属の声優養成所である青二塾東京校II部に入塾。夜間コースであるII部としては1期生にあたり、同期生には金田朋子がいる。2000年に卒塾、オーディションに合格し、そのまま青二プロに所属することとなった。

## 人物
艶っぽい声質の持ち主。外国映画の吹き替えを声優業の柱としている一方で、『朝ズバッ!』などテレビ番組のナレーションも多い。
趣味はスノーボード、ダンス、旅行、映画、音楽、ファッション。特技は映写（16mm、35mm）。好きな食べ物はメキシコ料理。旅行したい国はメキシコとタイ。

### エピソード
同じ事務所であり新人時代からの親友である佐藤朱は、「かっこよくて、おしゃれで、ざっくばらんで、ちょっぴり小心者」「しっかりしてそうで抜けてる」と、彼女のブログで紹介している。
愛犬家であり、柴犬の「栃の嵐」と「八丈島のきょん」の散歩を、「どんなに仕事で寝ていなくても」欠かさない。
映画『アバター』の吹き替えをした関係で、『アバター』とタイアップしたメディア宣伝を展開したパナソニック、そのブルーレイ搭載ポータブルテレビVIERA（DMP-BV200）の商品広告に、小松は顔出しで起用された。2010年4月から5月にかけて、JR・私鉄・地下鉄各線の電車内の吊り広告・額面広告（新B額面）で、小松の姿が掲載された（キャッチコピーは「アバターのネイティリは私です」）。
顔出し広告と同時期にパナソニックの商品サイトでは、「私のビエラ」と題されたコンテンツで、小松のそれまでの歩みなどが語られたインタビューが公開。さらに「小松さんに告白シアター」と題された、告白メッセージを送信すると、叱咤激励の応援メッセージ動画を小松が返してくれる、というコンテンツも公開された。
『アバター』のネイティリ役の吹き替えでは、架空の言語である「ナヴィ語」の発音に苦労し、役が決まってから収録まで毎日特訓をしていたという。年齢は公表していないが、声優の道をスタートしたのは24歳と語っている。女性声優としてはデビューが遅かったので、焦りを感じることも多く、ストイックでキツイ性格だったと、当時を振り返っている。
映写技師をしていた頃は、映写している分も含めると、1日に何本も映画を見ていた。その頃の経験が今の仕事に生きているという。吹き替え声優として、昔の有名声優が「この役者ならこの声優」という持ち役があるように、「この女優さんなら小松由佳」という存在になるのが目標。

### フレッシュプリキュア!
『フレッシュプリキュア!』での東せつな役は、当初は敵であるイースとして、中盤以降改心しキュアパッションとしてメンバーに加わるという、シリーズでは特異なキャラクターだった。このことは当初から小松に聞かされており、オーディションを受けた時点で既にパッションのセリフがあった。イース時代の演技については、「あまり子どもがひかないように」との指示を受けていたが、難しいと感じつつ、悩みながら演技していたことが、作中での揺れる心とシンクロしていたのではないかと語っている。
2010年4月3日、『朝までプリキュア!オールナイト』と題されたシリーズ初のオールナイトイベントが行われた。シリーズ各作品からそれぞれ出演声優が2名ずつトークショーに登壇し、『フレッシュ』からは沖佳苗（桃園ラブ役）と小松がアフレコの思い出などを語った。18歳未満入場不可のイベントだったので、子供が来場する通常の舞台挨拶では語ることのできない悪役イースに対する思い入れを、小松は色々と語った。
『フレッシュ』について、自身の「声優生命を変えた作品」と語っている。

### みのもんたの朝ズバッ!→ZIP!
『朝ズバッ!』はTBS（JNN）系列で、2005年3月28日から2014年3月28日まで平日（月曜日から金曜日）に生放送されていた朝の報道・情報番組で、小松は2007年4月より取材VTRのナレーターとして参加した。2013年10月にそれまで総合司会を務めていたみのもんたが降板、同年11月に番組はリニューアルされ、番組名もこれまでの『みのもんたの朝ズバッ!』から『朝ズバッ!』に変更したが、引き続き2014年3月の番組終了まで、足掛け7年に渡って生ナレーションを担当していた。通常ニュースの他、「けさの顔」、「朝ズバッ!目のつけドコロ」、「ズバッ!8時またぎ」などのコーナーを、さらに取材VTRのボイスオーバー（全年代の女性、少年）も担当した。
東日本大震災発生後、JNN・JRN『絆プロジェクト』の一環として「前を向いて歩こう」と題し、被災地で復興に向けて苦闘する人たちのドキュメントを連日放送していたが、そのナレーションを担当することが多かった。
『朝ズバッ!』のナレーションは、放送直前に録音を行なっているため、放送のある月曜日から金曜日は、毎朝午前3時に起き、4時には局入りする生活を続けていた。早起きの秘訣として、「電話をしてもらうこと」「電話がないときは、かなりギリギリに起きてしまい焦る」との旨のコメントを残している。
2012年4月からは、毎日放送制作の全国ネット番組『知っとこ!』で「世界の朝ごはん」のコーナーナレーションを担当。これで『朝ズバッ!』終了の2014年3月まで月曜日から土曜日のTBS系朝ワイド番組で、日曜日を除いた毎朝、小松の声を聞くことができた。
『朝ズバッ!』の番組終了から1年後の2015年3月31日からは、朝の同時間帯に日本テレビ系列で放送されている朝の情報番組『ZIP!』で、火曜日から木曜日のニュース、SHOWBIZ等の生ナレーションを担当している。また2018年10月から2019年3月まで、月曜日から金曜日の帯コーナー「MOCO'Sキッチン〜もてなしMOCO」のナレーションも担当した。

## 出演
太字はメインキャラクター。

### テレビアニメ
時期不明
- ちびまる子ちゃん（時期不明 - 2015年、洋服屋のおばさん、主婦、男の子、喫茶店の女性、銀行員、吉野さん）

2000年
- 勝負師伝説 哲也（少年ロ）

2001年
- 週刊ストーリーランド（双子、老婦人、小学生、DJ、掃除婦）
- まみむめ★もがちょ（GBB）
- ののちゃん（みみちゃん）
- はじめの一歩（女の子）
- シャーマンキング（2001年 - 2002年、シルバーロッド、エリザ）
- RAVE（振り付け）
- ココロ図書館（看護婦）
- ポケットモンスタークリスタル ライコウ雷の伝説（レディバ）

2002年
- 爆転シュート ベイブレード2002（男子2、マリアム、少年A、トオル、マルコス）
- Kanon（男子生徒）
- ポケットモンスター（ラフレシア）
- ガンフロンティア（女）
- キン肉マンII世（ノリカ）
- ラーゼフォン（オペレーター）
- 藍より青し（夕子）
- Witch Hunter ROBIN（花村美加）

2003年
- 成恵の世界（和人の姉）
- 釣りバカ日誌（ママさん、女性レポーター）
- F-ZERO ファルコン伝説（2003年 - 2004年、ミセス・アロー）

2004年
- 爆裂天使（女の子A）

2005年
- BLACK CAT（ミュール）

2006年
- リングにかけろ1 日米決戦編（ミズ・シャネル、ネネ）
- 貧乏姉妹物語（駄菓子屋の奥さん、教師）
- 出ましたっ!パワパフガールズZ（2006年 - 2007年、雪女、美人秘書）
- ヤマトナデシコ七変化♥（オバさん〈オバちゃん〉、仲居）
- 祝!(ハピ☆ラキ)ビックリマン（天女）

2007年
- MOONLIGHT MILE 1stシーズン -Lift off-（キム）
- はたらキッズ マイハム組（2007年 - 2008年、ジーン）

2008年
- ポルフィの長い旅（女性客）
- GUNSLINGER GIRL -IL TEATRINO-（ラシェル）
- ゲゲゲの鬼太郎（第5作）（アシスタントディレクター）
- 無限の住人（浅野時）
- 美肌一族（女性客）
- ゴルゴ13（ジーナ）

2009年
- フレッシュプリキュア!（2009年 - 2010年、東せつな / イース / キュアパッション）
- テガミバチ（2009年 - 2011年、ピスティス、サラ） - 2シリーズ

2010年
- ポケットモンスター ダイヤモンド&パール（シマコ）
- ONE PIECE（2010年 - 2024年、女の客、市民の声、ママ、サリー・ナントカネット、桃兎 / ギオン、さらへび先生〈ろくろ先生〉）
- 極上!!めちゃモテ委員長（記者、女） - 2シリーズ
- NARUTO -ナルト- 疾風伝（2010年 - 2014年、カルイ）
- パンティ&ストッキングwithガーターベルト（マダム、ゴーストE、スキャンティ）

2011年
- 俺たちに翼はない（高内昌子）

2012年
- ヨルムンガンド PERFECT ORDER（黒坂）
- ラストエグザイル-銀翼のファム-（アラウダ〈15歳〉）

2013年
- NARUTO -ナルト- SD ロック・リーの青春フルパワー忍伝（カルイ）
- デュエル・マスターズ ビクトリーV3（パーフェクトマドンナ）

2014年
- ハピネスチャージプリキュア!（キュアパッション）
- 金田一少年の事件簿R（加賀谷唯））
- ヒーローバンク（宝乃ヒカリ、コンピューター）
- ジョジョの奇妙な冒険 スターダストクルセイダース（シェリー・ポルナレフ）

2015年
- 境界のRINNE（ネコミミだまし神）
- GANGSTA.（マダム）
- ハイキュー!! シリーズ（2015年 - 2020年、田中冴子、日向の母、黒尾鉄朗〈小6〉） - 4シリーズ

2016年
- ユーリ!!! on ICE（ミナコ）
- 名探偵コナン（鹿間充子）

2017年
- ドラゴンボール超（カリフラ、ケフラ）
- タイガーマスクW（マザーデビル）
- BORUTO-ボルト- NARUTO NEXT GENERATIONS（2017年 - 2019年、秋道カルイ）

2018年
- 夢王国と眠れる100人の王子様（王妃）

2019年
- 臨死!!江古田ちゃん（友人M）
- PSYCHO-PASS サイコパス 3（アン・オワニー）

2020年
- BNA ビー・エヌ・エー（エルザ）
- アサティール 未来の昔ばなし（2020年 - 2025年、アブ・ラ、ターリクの妻） - 2シリーズ
- GREAT PRETENDER（女、ドロシー、シャンシャン）

2021年
- 怪病医ラムネ（琴の母親）
- 半妖の夜叉姫（海蛇女）
- デジモンゴーストゲーム（キンカクモン）

2022年
- もっと!まじめにふまじめ かいけつゾロリ（オニー）

2023年
- 逃走中 グレートミッション（2023年 - 2025年、兎桜マリン）

2025年
- New PANTY & STOCKING with GARTERBELT（スキャンティ、看護師）

### 劇場アニメ
2001年
- キン肉マンII世（丼屋のお姉さん）

2002年
- パルムの樹（女ゲリラ）

2005年
- 機動戦士Ζガンダム A New Translation I・III（2005年 - 2006年、キッカ・コバヤシ） - 2作品
- 劇場版 鋼の錬金術師 シャンバラを征く者

2009年
- 映画 フレッシュプリキュア! おもちゃの国は秘密がいっぱい!?（東せつな / キュアパッション）

2010年
- 映画 プリキュアオールスターズDX2 希望の光☆レインボージュエルを守れ!（東せつな / キュアパッション）

2011年
- 劇場版 NARUTO -ナルト- ブラッド・プリズン（カルイ）
- 劇場版 NARUTO -ナルト- 炎の中忍試験! ナルトVS木ノ葉丸!!（カルイ）
- 映画 プリキュアオールスターズDX3 未来にとどけ! 世界をつなぐ☆虹色の花（東せつな / キュアパッション）

2012年
- 映画 プリキュアオールスターズNewStage みらいのともだち（東せつな / キュアパッション）

2013年
- PERSONA3 THE MOVIE #1 - 4（2013年 - 2016年、鳥海いさ子〈鳥海先生〉） - 4部作
- 映画 プリキュアオールスターズNewStage2 こころのともだち（東せつな / キュアパッション）

2015年
- アップルシード アルファ（デュナン・ナッツ）
- 劇場版総集編 前編 「ハイキュー!! 終わりと始まり」（黒尾鉄朗〈幼少〉）

2018年
- 映画 HUGっと!プリキュア♡ふたりはプリキュア オールスターズメモリーズ（東せつな / キュアパッション）

2020年
- PSYCHO-PASS サイコパス 3 FIRST INSPECTOR（アン・オワニー）

2023年
- 劇場版 美少女戦士セーラームーンCosmos（セーラーΧ） - 前後編

2024年
- 劇場版ハイキュー!! ゴミ捨て場の決戦（田中冴子、黒尾鉄朗〈子供時代〉）
- 劇場版 イナズマイレブン 新たなる英雄たちの序章（笹波真子）

### OVA
2001年
- デジタルジュース table & fishman（Queen of Singer）

2004年
- Re:キューティーハニー（寺田リンコ）

2005年
- いちご100% 〜桜海学園エクソダス編〜（数学教師）
- 聖闘士星矢 冥王ハーデス冥界編（シャイナ）

2006年
- 鬼公子炎魔（ローラ）

2008年
- ウサハナのマジカルかずとかたち
- 聖闘士星矢 冥王ハーデスエリシオン編（シャイナ）

2011年
- 俺たちに翼はない番外編『肌色率九割増』（高内昌子）

2013年
- みこすり半劇場

2016年
- TRICKSTER -江戸川乱歩「少年探偵団」より-（レベッカ）
- ハイキュー!! セカンドシーズン 「VS“赤点”」（田中冴子）

2020年
- ハイキュー!! 陸 VS 空（日向の母）

### Webアニメ
2008年
- いくぜっ!源さん（田村みわ子、ノブ君の母、化けネコ、カブト虫）

2011年
- モンスタートレイン

2014年
- 美少女戦士セーラームーンCrystal（2014年 - 2016年、みいの母、女性アナウンサー） - 2シリーズ

2015年
- オシリスの天秤（ナレーション）

2016年
- オシリスの天秤-season2-

2019年
- スーパードラゴンボールヒーローズ 宇宙騒乱編プロモーションアニメ（カリフラ）
- 聖闘士星矢: Knights of the Zodiac（2019年 - 2023年、シャイナ） - 2シリーズ

2024年
- GREAT PRETENDER razbliuto（ドロシー）

### ゲーム
2001年
- サモンナイト2（メイメイ、イオス）

2002年
- シャーマンキング スピリット オブ シャーマンズ（シルバーロッド）

2003年
- シャーマンキング ソウルファイト（エリザ）
- サモンナイト3（メイメイ）
- 夏夢夜話（アルマデル）
- エグザスケルトン（橘蛍）

2004年
- シャーマンキング ふんばりスピリッツ（エリザ、サティ）
- みんなのGOLF ポータブル（リサ）
- Love Songs♪ADV双葉理保14歳〜夏〜（宮代沙耶香）
- Love Songs♪ADV双葉理保19歳〜冬〜（宮代沙耶香）

2005年
- 三国志大戦（劉曼、張春華、関銀屏）

2006年
- 英雄伝説VI 空の軌跡 SC（ユリア・シュバルツ）
- エーデルワイス（日向みずき）
- 聖剣伝説4（アニス）
- ペルソナ3（鳥海いさ子、森山夏紀）
- ルーンファクトリー -新牧場物語-（レディ・アン）
- サモンナイト4（イオス、メイメイ）

2007年
- 英雄伝説VI 空の軌跡 the 3rd（ユリア・シュバルツ）
- 聖闘士星矢 冥王ハーデス十二宮編（シャイナ）
- BLADESTORM 百年戦争（シャクティ）
- ペルソナ3 フェス（鳥海いさ子、森山夏紀）
- Wonderland ONLINE（リカ）

2008年
- エーデルワイス 詠伝ファンタジア（日向みずき）
- タンくる（デネル）

2009年
- フレッシュプリキュア! あそびコレクション!（東せつな / イース / キュアパッション）
- ペルソナ3 ポータブル（鳥海いさ子、森山夏紀）
- 龍が如く3（木下裕子）
- Lucian Bee's RESURRECTION SUPERNOVA（クワイエット・ブルーバード）

2010年
- Another Century's Episode:R（オータム・ワン）
- アルトネリコ3 世界終焉の引鉄は少女の詩が弾く（アル・ルゥ、トトラ）
- ゴッドイーター バースト（プレイヤーズボイス（女性20番））
- 戦場のヴァルキュリア2 ガリア王立士官学校（フランカ・マルティン、アレクシス・ヒルデン）
- トリニティ ジルオール ゼロ（シーラ）
- Fable III（ペイジ）
- Lucian Bee's JUSTICE YELLOW（クワイエット・ブルーバード）
- Lucian Bee's EVIL VIOLET（クワイエット・ブルーバード）

2011年
- Another Century's Episode Portable（オーサ）
- 聖闘士星矢戦記（シャイナ、暗黒イーグル）
- 超次元ゲイム ネプテューヌmk2（箱崎チカ）
- TERA（フレイア・ローヘン）
- ナイツコントラクト（グレートヘン）
- FabStyle（山下奈緒美）

2012年
- エクストルーパーズ（ディアナ・ハインライン）
- Kinect スター・ウォーズ
- キングダム ハーツ 3D ［ドリーム ドロップ ディスタンス］（クオラ）
- 恋は校則に縛られない!（若松桐子）
- 新・光神話 パルテナの鏡（電光のエレカ）
- スーパーロボット大戦OGサーガ 魔装機神 THE LORD OF ELEMENTAL（レベッカ・ターナー）
- スーパーロボット大戦OGサーガ 魔装機神II REVELATION OF EVIL GOD（レベッカ・ターナー）
- 第2次スーパーロボット大戦OG（グラキエース）
- デビルサマナー ソウルハッカーズ（レイ・レイホゥ）
- NEWラブプラス（槍沢薫）

2013年
- カオス ヒーローズ オンライン（レイナ、ダレ、エデリン、トリッキー）
- ゴッドイーター2（プレイヤーズボイス）
- スーパーロボット大戦OGサーガ 魔装機神III PRIDE OF JUSTICE（レベッカ・ターナー）
- 聖闘士星矢 ブレイブ・ソルジャーズ（シャイナ）
- ドラゴンタクティクス∞（ディスケ）
- Dragon's Dogma Dark Arisen（キナ）
- 無双OROCHI2 Ultimate（玉藻前、九尾の狐）
- ラスティハーツ（アメリア）

2014年
- 英雄伝説 碧の軌跡 Evolution（ユリア・シュバルツ）
- 俺たちに翼はない（高内昌子）
- 影牢 〜ダークサイド プリンセス〜（フリーゼ・グレーデン）
- 神撃のバハムート（マーシャ）
- スーパーロボット大戦OGサーガ 魔装機神F COFFIN OF THE END（レベッカ・ターナー）
- 戦国無双 Chronicle 3（九尾の狐）
- 大乱闘スマッシュブラザーズ for Nintendo 3DS / Wii U（電光のエレカ）
- 超次次元ゲイム ネプテューヌRe;Birth2 SISTERS GENERATION（箱崎チカ）
- 討鬼伝 極（凛音）
- ヒーローバンク（宝乃ヒカリ）
- ヒーローバンク2（宝乃ヒカリ）
- ファンタシースター ノヴァ（コウエン）

2015年
- 英雄伝説 空の軌跡 FC Evolution（ユリア）
- 影牢 〜もう1人のプリンセス〜（フリーゼ・グレーデン）
- ゴッドイーター リザレクション（プレイヤーズボイス（女性20番））
- 聖闘士星矢 ソルジャーズ・ソウル（シャイナ）
- ゼノブレイドクロス（リーズ）
- ドラゴンボール ゼノバース（タイムパトローラー）
- ワールド エンド エクリプス（ナターシャ、スヴェル、レーヴァンティン、方天画戟）

2016年
- 英雄伝説 暁の軌跡（ユリア・シュバルツ）
- 英雄伝説 空の軌跡 the 3rd Evolution（ユリア・シュバルツ）
- サモンナイト6 失われた境界たち（イオス）
- スーパーロボット大戦OG ムーン・デュエラーズ（グラキエース）
- テイルズ オブ ベルセリア（マヒナ、アーヴェル）
- ドラゴンボール ゼノバース2（タイムパトローラー、ケフラ）
- HIT〜Heroes of Incredible Tales〜
- ロボットガールズZ ONLINE（帝王ゴール）

2017年
- 蒼き革命のヴァルキュリア（ティルダ・ゲーゼ）
- 拡張少女系トライナリー（リフィア）
- スーパードラゴンボールヒーローズ（2017年 - 、カリフラ / ケフラ）
- プリキュア つながるぱずるん（東せつな / キュアパッション）

2018年
- グランブルーファンタジー（スノウホワイト）
- ゴッドイーター3（プレイヤーズボイス）
- 戦場のヴァルキュリア4（メーベル・ドレイク、レベッカ・ロングハースト）
- 大乱闘スマッシュブラザーズ SPECIAL（電光のエレカ）
- 超次次元ゲイム ネプテューヌRe;Birth1+（箱崎チカ）
- 無双OROCHI 3（玉藻前、九尾の狐）

2019年
- 三国志大戦M（関銀屏、蔡夫人）
- スーパードラゴンボールヒーローズ ワールドミッション（カリフラ / ケフラ）
- テイルズ オブ ザ レイズ（ルーティ・カトレット）
- ディシディア ファイナルファンタジー オペラオムニア（ベアトリクス）
- ドラゴンボール レジェンズ（カリフラ / ケフラ）
- ブレイドエクスロード（ロヴェルタ）

2020年
- ゴエティアクロス（セファソラエル）
- テイルズ オブ クレストリア（ルーティ・カトレット）
- ドラゴンボール ファイターズ（ケフラ）
- ファイナルファンタジーVII リメイク（マダム・マム）
- ブレア・ウィッチ 日本語版（ジェス）
- ワールドフリッパー（バレッタ）
- Go!Go!5次元GAME ネプテューヌ re★Verse（箱崎チカ）

2021年
- ラクガキ キングダム（カンタブリア）

2022年
- 英傑大戦

2024年
- アルティメット スイング ゴルフ
- ペルソナ3 リロード（鳥海いさ子）
- ファイナルファンタジーVII リバース（マダム・マム）
- ドラゴンボール Sparking! ZERO（カリフラ / ケフラ）
- プロジェクトセカイ カラフルステージ! feat. 初音ミク（類の母）

### 吹き替え

#### 担当女優
アン・ハサウェイ
- プラダを着た悪魔（2007年、アンドレア・サックス）
- バレンタインデー（2010年、リズ・カラン）
- ラブ & ドラッグ（2012年、マギー・マードック）
- ワン・デイ 23年のラブストーリー（2012年、エマ・モーリー）
- ブルックリンの恋人たち（2015年、フラニー・エリス）
- セレニティー:平穏の海（2019年、カレン・ザリアカス）
- アイデア・オブ・ユー 〜大人の愛が叶うまで〜（2024年、ソレーヌ）

エリザベス・デビッキ
- 華麗なるギャツビー（2013年、ジョーダン・ベイカー）
- コードネーム U.N.C.L.E.（2016年、ヴィクトリア・ヴィンチグエラ）
- クローバーフィールド・パラドックス（2018年、ミーナ・ジェンセン）

オリヴィア・ワイルド
- トロン: レガシー（2010年、クオラ）
- カウボーイ & エイリアン（2011年、エラ・スウェンソン）
- トロン: ライジング（2013年、クオラ）
- ハーフ・ザ・スカイ ハリウッドにできること「後編」（2013年、本人）

サマラ・ウィーヴィング
- ザ・ベビーシッター（2017年、ビー）
- ザ・ベビーシッター キラークイーン（2020年、ビー）
- スターは駐車係に恋をする（2022年、オリヴィア）

ゾーイ・サルダナ
- アバターシリーズ（2009年 - 2022年、ネイティリ）
  - アバター
  - アバター:ウェイ・オブ・ウォーター

- ブック・オブ・ライフ 〜マノロの数奇な冒険〜（2015年、マリア・ポサダ）

ミラ・クニス
- ブラック・スワン（2011年、リリー）
- バッド・ママ（2016年、エイミー・ミッチェル）
- バッド・ママのクリスマス（2018年、エイミー・ミッチェル）
- フォー・グッド・デイズ（2022年、モリー）
- 私は世界一幸運よ（2022年、アニ・ファネッリ）

#### 映画
2001年
- ドッグ・ショウ!（レイニー、ジャナ、メイド）
- バッド・スパイラル 運命の罠（エイミー〈テイラー・アン・リード〉）
- ブレイントラスト

2002年
- クライムチアーズ（クレオ〈メリッサ・ジョージ〉）
- ザ・グラディエーターII ローマ帝国への逆襲（ディエドラ〈ユリヤ・チチェーリナ〉）
- セレンディピティ（ハリー・ブキャナン〈ブリジット・モイナハン〉）※機内上映版
- 特攻!BAD BOYS（美容師、妹）

2003年
- インナーウォーズ（アマンダ〈ステラ・イワノバ〉）

2004年
- アイドル追っかけ大作戦!（ブリトニー〈ダニエル・パナベイカー〉）
- マドレーヌ（イ・ヒジン〈シン・ミナ〉）

2005年
- オー!ブラザーズ（ウナ〈キム・ジュニ〉）
- グラスハウス（ルビー・ベイカー〈リーリー・ソビエスキー〉）※テレビ朝日版
- スナッチ・アウェイ（キャシー〈マリー・ジラン〉）
- 対独爆撃部隊ナイトウィッチ（オクサーナ・ザクハルチェンコ〈ワレンティナ・グルシナ〉）

2006年
- 12人のパパ2（アン〈ジェイミー・キング〉）
- 旅するジーンズと16歳の夏（ブリジット〈ブレイク・ライヴリー〉）
- デッドコースター（キンバリー・コールマン〈A・J・クック〉）※テレビ東京版
- パニック・フライト（黒人の添乗員）
- ブルーサヴェージ セカンドインパクト（カレン〈ビアンカ・リシャンスキー〉）
- ヘラクレス 選ばれし勇者の伝説（ディアネイラ〈リーリー・ソビエスキー〉）
- ヘルレイザー ワールド・オブ・ペイン（マーラ〈ジョージナ・ライランス〉）

2007年
- X-MEN:ファイナル ディシジョン（カリスト〈ダニア・ラミレス〉）※DVD/BDソフト版
- ホスピタル（ジェシー〈トリッシュ・コーエン〉）
- モテる男のコロし方（ヘザー〈アシャンティ〉）
- 私の日記はベストセラー（イズ〈ダニエル・パナベイカー〉）

2008年
- アパートメント（メリーナ〈トリ・ホワイト〉）
- ステルスX（オルガ〈アンナ・タラトーキナ〉）
- スピーシーズ4 新種覚醒（コレット〈シンシア・フランチェスコーニ〉）
- ドクター・ドリトル4（コートニー・スターリング〈エリス・ゲイティエン〉）
- バイオハザードIII（ベティ・グリア〈アシャンティ〉）※DVD/BDソフト版
- バトルフィールド TOKYO（エリン・リンチ〈エリン・サリバン〉）
- 僕は君のために蝶になる（エンジャ〈リー・ビンビン〉）
- ボルベール〈帰郷〉（パウラ〈ヨアナ・コボ〉）
- ワン・ミス・コール（ベス・レイモンド〈シャニン・ソサモン〉）

2009年
- お買いもの中毒な私!（レベッカ・ブルームウッド〈アイラ・フィッシャー〉）
- ゲット スマート（受付嬢ジュディー〈ケリー・カーバックス〉）※ソフト版
- ジェシカ・シンプソンのミリタリー・ブロンド（メーガン〈ジェシカ・シンプソン〉）
- ジェシカ・シンプソンのワーキング・ブロンド（ケイティ〈ジェシカ・シンプソン〉）
- JIGSAW デス・トラップ（ミルナ〈キルステン・ウォルラード〉）
- それでも恋するバルセロナ（ヴィッキー〈レベッカ・ホール〉）
- そんな彼なら捨てちゃえば?
- 旅するジーンズと19歳の旅立ち（ブリジット〈ブレイク・ライヴリー〉）
- バイオレンス・レイク（ジェニー〈ケリー・ライリー〉）
- バチェラー・パーティ2 最後の貞操ウォーズ（ジュディス〈ステイシー・アン・ローズ〉）
- パニック・チェア（ダニエル〈アラナ・クリスホルム〉）
- ブラインドネス（サングラスの娘〈アリシー・ブラガ〉）
- 私がクマにキレた理由（リネット〈アリシア・キーズ〉）

2010年
- キャンプ・ロック2 ファイナル・ジャム（デイナ〈クロエ・ブリッジス〉）
- クライモリ デッド・リターン（アレックス〈ジャネット・モンゴメリー〉）
- 恋する履歴書（ジェシカ・バード〈キャサリン・ライトマン〉）
- サイボーグ・シティ（レイラ〈エリザ・スウェンソン〉）
- サロゲート（女性ニュースキャスター〈リサ・ヘルナンデス〉）
- スペース・バディーズ 小さな5匹の大冒険（サムの母〈ケンドール・クロス〉）
- パリより愛をこめて（ニコール〈アンバー・ローズ・レヴァ〉）
- プリズン211（エレナ〈マルタ・エトゥラ〉）
- ローラーガールズ・ダイアリー（ブリス・キャヴェンダー〈エリオット・ペイジ〉）

2011年
- キャンプ・ロック2 ファイナル・ジャム（ディナ〈クロエ・ブリッジス〉）
- ゲット スマート（受付嬢ジュディー〈ケリー・カーバックス〉）※テレビ朝日版
- シャッター ラビリンス（マリア〈エレナ・アナヤ〉）
- アイ・アム・ナンバー4（ナンバー6〈テリーサ・パーマー〉）

2012年
- コンフィデンスマン/ある詐欺師の男（アイリス〈ルース・ネッガ〉）
- 空飛ぶペンギン（ピッピ・ペポノポリス〈オフィリア・ラヴィボンド〉）
- トレジャー・バディーズ 小さな5匹の大冒険（ウバスティ〈エレイン・ヘンドリックス〉）
- ピンチ・シッター（ロクサーヌ〈カイリー・バンバリー〉）
- ロックアウト（エミリー・ワーノック〈マギー・グレイス〉）

2013年
- 10人の泥棒たち（ジュリー〈アンジェリカ・リー〉）
- ステップ・アップ4:レボリューション（エミリー・アンダーソン〈キャサリン・マコーミック〉）
- 29歳からの恋とセックス（ローラ〈グレタ・ガーウィグ〉）

2014年
- 30日の婚活トラベル（モンタナ・クリスティーナ・ムーア〈ポーラ・パットン〉）
- シークレット・パーティー（ヴァイオレット〈ボヤナ・ノヴァコヴィッチ〉）
- ラッシュ/プライドと友情（マルレーヌ・クナウス〈アレクサンドラ・マリア・ララ〉）

2015年
- セルフレス/覚醒した記憶（マデリン〈ナタリー・マルティネス〉）
- マッド・ナース（ダニー・ロジャース〈カトリーナ・ボウデン〉）

2016年
- ウォークラフト（ガローナ〈ポーラ・パットン〉）
- その女諜報員 アレックス（アレックス・ファラデー〈オルガ・キュリレンコ〉）
- ゾンビーワールドへようこそ（デニース〈サラ・デュモン〉）
- 沈黙の包囲網 アジアン・コネクション（アヴァロン〈ピム・ブベアー〉）
- ハード・ターゲット2 -ファイティング・プライド-（ター〈アン・トゥルオン〉）

2017年
- Emma エマ（エマ・ウッドハウス〈グウィネス・パルトロー〉）※Netflix版
- グレースフィールド・インシデント（ジェシカ・ドノヴァン〈キンバリー・ラフェリア〉）
- セルフレス/覚醒した記憶（マデリン〈ナタリー・マルティネス〉）
- PK（ジャグー〈アヌシュカ・シャルマ〉）

2018年
- 愛と青春の旅だち（リネット・ポメロイ〈リサ・ブロント〉）※VOD版
- ゲット・アウト（ローズ・アーミテージ〈アリソン・ウィリアムズ〉）
- 人生はシネマティック!（カトリン・コール〈ジェマ・アータートン〉）
- ステップ・シスターズ（ベス〈イーデン・シェール〉）
- ディープ・ブルー2（カルホーン博士〈ダニエル・サブレ〉）
- デンジャラス・ラン（アナ・モロー〈ノラ・アルネゼデール〉）※BSジャパン版

2019年
- タンブルダウン 彼の遺した恋の歌（ハンナ〈レベッカ・ホール〉）
- フランク&ローラ 魔性のレシピ（ローラ〈イモージェン・プーツ〉）
- LIFE!（オデッサ・ミティ〈キャスリン・ハーン〉）※ザ・シネマ版

2020年
- 名探偵ティミー（パティ・フェイラー〈オフィリア・ラヴィボンド〉）
- ザ・クーリエ（配達人〈オルガ・キュリレンコ〉）

2021年
- 愛すべき夫妻の秘密（ヴィヴィアン・ヴァンス〈ニーナ・アリアンダ〉）
- ドアマン（アリ〈ルビー・ローズ〉）

2022年
- クリフハンガー フォールアウト（ケリー〈ブリタニー・アシュワース〉）
- ノット・オッケー!（リンダ〈ティア・ディオンヌ・ホッジ〉）

2023年
- SHE SAID/シー・セッド その名を暴け（ジョディ・カンター〈ゾーイ・カザン〉）
- Miss.トランスポーター（ホリー〈ダニエル・C・ライアン〉）

#### ドラマ
2004年
- CSI:科学捜査班 シーズン3 #17「憎しみのパズル」

2008年
- Dirt/ダート（ジュリア・マロリー〈ローラ・アレン〉） - 2シリーズ

2009年
- KAMEN RIDER DRAGON KNIGHT（レイシー・シェリダン〈マリーザ・ローレン〉）
- CSI:マイアミ（ケリー・チャップマン〈トーレイ・デヴィート〉）シーズン6 #14「花婿の秘密」
- スポットライト（ニュースキャスター）

2010年
- カイルXY（ジェシー〈ジェイミー・アレクサンダー〉） - 3シリーズ
- 恐竜SFドラマ プライミーバル（エリザベス〈レベッカ・カルダー〉）第3章 #7 ※NHK放送版
- グッド・ワイフ シーズン1 #10「判事の器」
- スーパーナチュラル シーズン5 #4「5年後の世界」

2011年
- ATHENA -アテナ-（ユン・ヘイン〈スエ〉）
- クリミナル・マインド 特命捜査班レッドセル（シンディ）#7
- メンタリスト（ヴェローナ・ウエストレイク〈メレディス・モンロー〉）シーズン2 #7
- ラスベガス（デリンダ・デライン〈モリー・シムス〉） - 3シリーズ
- 私はラブ・リーガル（ドーン・ルーカス〈ローラ・ブリッケンリッジ〉）シーズン2 #8

2012年
- ALPHAS/アルファズ（スカイラー・アダムス〈サマー・グロー〉） - 2シリーズ
- クリミナル・マインド FBI行動分析課（ペニー・ハンリー〈ホイットニー・エイブル〉）シーズン6 #8
- コバート・アフェア（リバ・クライン〈ジェイミー・アレクサンダー〉）シーズン2
- CHUCK/チャック（ハンナ・オルセン〈クリスティン・クルック〉）シーズン3
- PAN AM/パンナム（ジニー・サドラー〈エリン・カミングス〉）
- ボディ・オブ・プルーフ 死体の証言（サラ・パークソン〈ジョー・アルメニオックス〉）シーズン1 #9

2013年
- iCarly/アイ・カーリー（ヘザー〈エマ・ストーン〉）#106
- ARROW/アロー（ヘレナ・バーティネリ / ハントレス〈ジェシカ・デ・ホウ〉） - 2シリーズ
- グレイズ・アナトミー（ローレン・ボズウェル〈ヒラリー・バートン〉）シーズン9
- ストライクバック:極秘ミッション シーズン1 #4「ケープタウン 機密データ解析作戦 後編」
- 太陽を抱く月（ソル〈ユン・スンア/子役：ソ・ジヒ〉）
- ハート・オブ・ディクシー ドクターハートの診療日記（レモン・ブリーランド〈ジェイミー・キング〉） - 2シリーズ
- 優しい男（ソ・ウンギ〈ムン・チェウォン〉）

2014年
- NCIS 〜ネイビー犯罪捜査班（ソフィア・マルティネス〈アラナ・ユーバック〉）シーズン11 #13「運び屋のプライド」※Dlife版
- GIRLS/ガールズ（マーニー・マイケルズ〈アリソン・ウィリアムズ〉） - 6シリーズ
- キレイな男（エレキ仙女〈キム・イェウォン〉）
- glee/グリー シーズン5 #14「みんなでニューヨーク」
- 西海岸捜査ファイル グレイスランド（チャーリー・デマルコ〈ヴァネッサ・フェルリト〉） - 3シリーズ
- PERSON of INTEREST 犯罪予知ユニット（マリア・マルティネス〈ナズニーン・コントラクター〉）シーズン3 #18
- ボードウォーク・エンパイア 欲望の街（ビリー・ケント〈メグ・チェンバース・スティードル〉）シーズン3

2015年
- アウトランダー シーズン1 #2・#9
- グレイズ・アナトミー（マギー・ピアース〈ケリー・マクレアリー〉）※第11シーズンよりレギュラー
- 荒野のピンカートン探偵社（ミヨ〈加賀美セイラ〉）

2016年
- エレメンタリー ホームズ&ワトソン in NY（ジーナ・コルテス〈モニーク・ガブリエラ・カーネン〉）シーズン4
- クリミナル・マインド FBI行動分析課（ケイト・キャラハン〈ジェニファー・ラヴ・ヒューイット〉シーズン10
- SUPERGIRL/スーパーガール（シヴォン・スミス / シルバーバンシー〈イタリア・リッチ〉）シーズン1
- ブラインドスポット タトゥーの女（アリソン・ナイト〈トリエステ・ケリー・ダン〉）
- マイノリティ・リポート（ララ・ヴェガ〈ミーガン・グッド〉）
- ワンス・アポン・ア・タイム（リリー・ペイジ〈アグネス・ブルックナー〉）シーズン4

2017年
- ストレイン 沈黙のエクリプス（シェリー〈ジェス・サルゲイロ〉）シーズン4
- ダイナスティ（ファロン・キャリントン〈エリザベス・ギリース〉）※リブート版

2018年
- エレメンタリー ホームズ&ワトソン in NY（ソフィ・ビショップ〈トリエステ・ケリー・ダン〉）シーズン6 #1
- SCORPION/スコーピオン（エイミー・バークステッド〈シャンテル・ヴァンサンテン〉）シーズン4 #13・#15
- 超能力ファミリー サンダーマン（ディーナ〈アシュリー・ファス〉）シーズン3 #22
- ブラックリスト リデンプション（ジェニファー・リン〈エミリー・チャン〉）#5
- レイ・ドノヴァン ザ・フィクサー シーズン4 #11「大博打」

2019年
- アナザー・ライフ（ハーパー・グラス〈セルマ・ブレア〉）
- ニュー・アムステルダム 医師たちのカルテ（ジョージア・グッドウィン〈リサ・オヘア〉）
- 100日の郎君様（エウォル〈ハン・ジウン〉）
- BULL / ブル 法廷を操る男（クリステン・グレイソン〈セリア・キーナン・ボルガー〉）シーズン2 #19
- ロマノフ家の末裔 〜それぞれの人生〜（ミシェル・ウエストブルック〈ジャネット・モンゴメリー〉）第2話「空しい望み」

2020年
- BULL / ブル 法廷を操る男 シーズン3 #22「愛か裏切りか」
- メディカル・ポリス（ローラ・スプラット〈エリン・ヘイズ〉）
- コウラン伝 始皇帝の母（華陽夫人〈タン・ジュオ〉）

2021年
- イカゲーム（ハン・ミニョ〈キム・ジュリョン〉）

2022年
- イル・ナターレ: クリスマスなんて大嫌い（ジャンナ〈ピラール・フォリアティ〉）
- マーダーズ・イン・ビルディング（シンダ・カンニング〈ティナ・フェイ〉）
- ロング・ナイト 沈黙的真相（リー・ジン〈タン・ジュオ〉）

2023年
- エドワードへの手紙（アドリアナ・ワシントン〈アンナ・ウゼレ〉）
- 刑事ロク 最後の心理戦（ジュヒョン〈キム・シンロク〉）シーズン2
- シタデル（ナディア・シン〈プリヤンカー・チョープラー〉）

2024年
- アメリカン・クライム・ストーリー/弾劾裁判（モニカ・ルインスキー〈ビーニー・フェルドスタイン〉）

2025年
- トリガーニュースの裏側（オ・ソリョン〈キム・ヘス〉）
- 悪縁（イ・ジュヨン〈シン・ミナ〉）

#### アニメ
2003年
- グルーヴ・スカッド〜戦うスーパーチアガール〜（ピン）

2012年
- バービー プリンセス&ポップスター（ポップスター・ケイラ）

2015年
- インサイド・ヘッド（ムカムカ）
- ペンギンズ FROM マダガスカル ザ・ムービー（エバ）

2017年
- トムとジェリー 夢のチョコレート工場（ベルーカ・ソルト）

2018年
- バービー: ドリームハウス・アドベンチャー（2018年 - 2021年、スキッパー・ロバーツ） - 2シリーズ

2020年
- シザー・セブン（ミャオ・ニャー）

2021年
- スタートレック:ローワー・デッキ（アミナ・ラムゼイ）
- バービー・プリンセス・アドベンチャー（スキッパー・ロバーツ）
- バービーとチェルシー 消えた誕生日（スキッパー・ロバーツ）
- バービービッグシティ ビッグドリーム（スキッパー・ロバーツ）

2024年
- インサイド・ヘッド2（ムカムカ）

#### リアリティ番組
- こどもおもしろメカニック - ディスカバリーチャンネル
- アンダーカバー・ボス 社長潜入調査（2015年）シーズン5 #6「ウエディングドレス"アルフレッド・アンジェロ"」
- プロジェクト・ランウェイ（2016年、アリソン・ウィリアムズ）シーズン12 #6
- セリング・サンセット 〜ハリウッド、夢の豪華物件〜（2019年、クリシェル）
- ソーイング・ビー（2019年 - 2020年、クローディア・ウィンクルマン）

### 特撮
- 未来戦隊タイムレンジャーVSゴーゴーファイブ（2001年、レイホウの姉ルピアの声）

### テレビ番組
- さんすう刑事ゼロ（2013年、主任の声）
- ルパンからの予告状〜謎とスリルに満ちた伝説の至宝〜（2017年、サラの声[94]）

### ナレーション

#### レギュラー
時期不明
- 衛星劇場（番組宣伝）
- カートゥーン ネットワーク（番組予告/番組宣伝/毎月のお勧め番組）
- 天才のパチスロ - フジテレビ721
- トバ子のハナイキ - テレビ静岡

2001年
- ケイコとマナブ生活達人（7月 - 2003年3月） - ケイコとマナブChannel
- CINEMA VOICE（10月 - 2008年11月） - WOWOW

2002年
- イケチキ!!（4月 - 9月） - TBS
- シネマでチャポー（4月 - 12月） - イーピー放送
- navi-cube（4月 - 2004年3月） - フジテレビ

2003年
- U-15.F スキにさせて!（4月 - 9月） - テレビ東京
- 音楽職業案内所どれカム（4月 - 9月） - テレビ東京

2004年
- 北野タレント名鑑（4月 - 2006年3月） - フジテレビ
- 激漫ティービー（10月 - 2005年3月） - テレビ東京
- 東京ミチカ（10月 - 11月） - フジテレビ
- ファンタメTV（1月 - 2005年3月） - テレビ愛知

2005年
- 69★TRIBE ロック族（4月 - 2006年9月） - フジテレビ

2006年
- 明石家さんちゃんねる（11月 - 2008年9月） - TBS

2007年
- みのもんたの朝ズバッ!→朝ズバッ!（生ナレーション、4月 - 2014年3月） - TBS

2009年
- 新知識階級 クマグス（4月 - 2010年9月） - TBS
- すっぴんカレッジ（4月 - 9月） - BSフジ

2010年
- Going!Sports&News（土曜、4月 - 2012年9月） - 日本テレビ
  - 上田晋也×亀梨和也のGoing!野球

2012年
- ガチャガチャV6（10月 – 2014年3月） - TBS
- 知っとこ!「世界の朝ごはん」（4月 - 2015年3月） - 毎日放送
- ネプの超法則!!（10月 - 2013年1月） - TBS

2013年
- Sound Room（11月 – 2014年3月） - TBS

2014年
- 金曜カーソル（5月 - 9月） - WOWOWプライム
- DANCE KINGDOM（4月 - 2015年6月） - NOTTV
- ニッポン戦後サブカルチャー史（8月 - 10月） - NHK-Eテレ
- ROAD TO BRAZIL（4月 - 6月） - NHK BS1

2015年
- オレたちの洋楽オールナイト生放送!（2月 - 2017年2月） - WOWOWライブ
- サザンオールスターズ「おいしい葡萄通信」 - WOWOWメンバーズオンデマンド
- ZIP!（生ナレーション、3月 - ） - 日本テレビ
  - ZIP!内コーナー「MOCO'Sキッチン〜もてなしMOCO」（2018年10月 - 2019年3月）

- ニッポン戦後サブカルチャー史II DIG深掘り進化論（10月 - 11月） - NHK-Eテレ

2016年
- グッと!スポーツ - NHK総合

担当回：#4「野口啓代」（2016年4月26日）、#7「上田藍」（5月24日）、#12「遠藤航」（7月12日）、#16「藤澤潔」（9月6日）、#18「上野由岐子」（9月27日）、#22「土方隼斗」（10月25日）、#25「黒田博樹」（11月22日）、#31「竹中絢音」（2017年1月31日）
- ニッポン戦後サブカルチャー史III 90'sリミックス（5月 - 6月） - NHK-Eテレ

2017年
- 超人たちのパラリンピック - NHK BS1

担当回：「競泳・木村敬一」（2017年7月15日）、「投てき3種目・アキーム・スチュワート」（9月30日）、「パラバドミントン・藤原大輔」（12月23日）、「車いすテニス・アルフィー・ヒューイット」（2018年3月31日）、「車いすフェンシング・アントン・ダツコ」（7月28日）、「陸上100m・ジョニー・ピーコック」（12月14日）、スペシャル「君は超人を見たか」（2019年3月25日）
2018年
- ゲンバビト（4月 - 2019年3月） - CBCテレビ

2020年
- のちほどサウナでinフィンランド（2月 - 3月） - MROテレビ
- フィンク1分フィット（1月 - 6月） - テレビ朝日
- サタデースポーツ（10月 – 2022年3月） - NHK総合
- サンデースポーツ（10月 - ） - NHK総合
- 幸せ!ボンビーガール（コーナーナレーション） - 日本テレビ

2022年
- 北京オリンピック デイリーハイライト（2月） - NHK総合
- サタデーウオッチ9（4月 - ） - NHK総合

#### 特番・単発
2004年
- オオカミ少年（第10回/12月9日） - TBS

2005年
- 東京ミチカ New year SP（1月4日） - フジテレビ
- 明石家ジャパン〜あぁメジャーになりたい!知られざる日本代表選手の叫び（3月10日） - 朝日放送
- 今夜スタート! 恋におちたら〜僕の成功の秘密〜完全ナビ（チャンネルα枠、4月14日） - フジテレビ
- さんまVs星野本日限り!史上最強TVショップ 明石家ジャパン（10月21日） - 朝日放送
- 日本最大のモンスターパレード（11月13日） - テレビ東京
- 危険なアネキ 最終回直前SP（チャンネルα枠、12月19日） - フジテレビ
- 北野フォーク人生王決定戦!!（12月30日） - フジテレビ

2006年
- アジアすごーい人列伝（2月4日） - フジテレビ
- 地球街道 母なる道・我が愛しのルート66（ボイスオーバー/4月1日、8日） - テレビ東京
- 今夜ついに登場! アテンションプリーズ&ドラマ化ちびまる子（チャンネルα枠、4月18日） - フジテレビ
- サプリ 今夜急展開第7話直前SP（チャンネルα枠、8月21日） - フジテレビ
- チャンネル☆ロック! 新番組SP!（9月30日） - TBS
- のだめカンタービレ スタート直前SP（チャンネルα枠、10月16日） - フジテレビ
- のだめカンタービレ Special Lesson 今夜いよいよ定期演奏会! 直前SP（チャンネルα枠、11月6日） - フジテレビ

2007年
- タイマン即興コントバトル アドリブキング（1月3日） - テレビ東京
- 正月映画コレを見よ（1月5日） - TBS
- 美の巨人たち（ボイスオーバー/1月6日） - テレビ東京
- 屋島クイーンズゴルフトーナメント（4月29日） - テレビ東京
- 石塚英彦の世界ムシャムシャ修行（6月2日） - テレビ朝日
- 探検ロマン世界遺産（ボイスオーバー/10月6日、ほか） - NHK総合
- 祝25周年!あのマクロスが帰ってくるぞSP!!（12月23日） - TBS

2008年
- タイマン即興コントバトル アドリブキングII（1月4日） - テレビ東京
- ゴルフ5レディスプロゴルフトーナメント（9月6日） - テレビ東京
- A×A ダブルエー（12月2日） - テレビ東京

2009年
- 真夏の夜のガールズトーク めっちゃ文楽（7月30日） - NHK教育
- スクープ決定的瞬間!事件の現場マル秘潜入スペシャル（サタスペ!枠、8月29日） - テレビ朝日
- コレは使える!?博士のスゲェ研究（11月22日） - テレビ朝日
- お金冒険バラエティ!マネー$の大冒険（12月29日） - TBS

2010年
- 中居正広の世界はスゲェ!ココまで調べましたSP（カスペ!枠、ボイスオーバー/3月2日） - フジテレビ
- V6が作る新日本地図47ピースの大冒険!（4月7日） - TBS
- ワールドレディスチャンピオンシップ サロンパスカップ（5月8日） - 日本テレビ
- ザ!芸能人ナイショのストーリー（秘）映像GP（スパモク!!枠、5月27日） - TBS
- 大木&南がドッキドキ!!仰天パニックシアター4 まさかの瞬間ビビる50連発!!（火曜エンタテイメント!枠、6月22日） - テレビ東京
- 世界の名峰グレートサミッツ ヨーロッパアルプス山ろく紀行（ボイスオーバー/9月22日） - NHK-BShi
- Webで簡単予約!厳選!いい宿ナビ（11月14日） - テレビ東京

2011年
- MAG・ネット 第34回・オトナ女子マンガ（声の出演/1月30日） - NHK-BS2
- サイバーエージェントレディスゴルフトーナメント（5月1日） - テレビ東京
- ETV特集 この世の息〜歌人夫婦・40年の相聞歌〜（声の出演/7月10日） - NHK-Eテレ
- 元気なあの人 超美味しい 秘密の家ごはん（9月10日） - 日本テレビ
- 芸能人品定めバラエティー ケンピン!（金キラ☆ナイト枠、9月30日） - フジテレビ

2012年
- 体が喜ぶ!お得なレシピ とっておきのウチご飯（2月25日） - 日本テレビ
- 朝ズバッ!絆スペシャル 巨大津波…私は生きた 語り継ぐいのちの記録（3月11日） - TBS
- 放送直前スペシャル「シークレット・ガーデン」秘密の扉（3月29日） - NHK BSプレミアム
- V.I.P. -Mr.Children- 〜20th Anniversary SPECIAL〜（5月5日） - スペースシャワーTV
- まいにちスクスク ジュニア「子どもとゲームの付き合い方」（5月28日 - 31日） - NHK-Eテレ
- ネプの笑える超法則!!（9月15日） - TBS
- 身体の年齢、全部測っちゃいまSHOW!（9月29日） - 日本テレビ
- 「ネプの超法則!!」ナビ（10月20日） - TBS

2013年
- CLカフェ〜チャンピオンズリーグ女子会〜（2月2日） - BSスカパー!
- さんまのスーパーからくりTV（2月3日、10日、3月3日） - TBS
- BS歴史館「新島八重 逆境に生きるサムライ・ウーマン」（八重の声/3月7日） - NHK BSプレミアム
- クローズアップ現代「シェリル・サンドバーグさんのメッセージ」（シェリル・サンドバーグの声/7月9日） - NHK総合
- エデュカチオ!「大丈夫!?スマホ・ネットとのつきあい方」（11月30日） - NHK-Eテレ

2014年
- エデュカチオ!「子どもと話せてますか?レンアイと性のこと」（2月22日） - NHK-Eテレ
- ゆうどきネットワーク（2月25日） - NHK総合
- 土曜プレミアム「本当にスゴい実話〜世界が驚いた史上最強ミラクルストーリー!今こそ知っておきたい逆転だらけの2時間SP」（声の出演/5月3日） - フジテレビ
- ワカモノガタリ（フジバラナイト枠、7月5日） - フジテレビ
- ザ・ノンフィクション「女の曲がり角」〜保育士ふたりの選択〜（7月20日） - フジテレビ
- 久米宏のニッポン百年物語「第1章 ベストセラー」（12月28日） - BS日テレ

2015年
- 土曜プレミアム「TRUE STORY 家族が歩んだ涙の結末」（声の出演/1月31日） - フジテレビ
- NHKニュースおはよう日本（2月25日） - NHK総合
- 2015春 見どころ満載!Eテレ趣味実用番組紹介（3月26日） - NHK-Eテレ
- サザンオールスターズ「葡萄」スペシャル（3月29日） - WOWOWプライム
- ドキュメント鳥取発「Restart〜大山で踏み出す新たな一歩〜」（5月1日） - NHK鳥取放送局
- MTG presents クリスティアーノ・ロナウドCR7マガジン（7月24日、31日） - フジテレビ
- SUMMER SONIC 2015（8月15日、16日） - WOWOWプライム
- NEWS23（12月14日、2018年12月25日、ほか） - TBS
- 教えて!お天気キャスター 地球温暖化でどうなる異常気象（12月29日） - NHK総合

2016年
- 1964から2020へ 惨敗から立ち上がれ〜水泳王国ニッポンへの道〜（1月11日） - NHK BS1
- BS世界のドキュメンタリー「ルビーランド〜変わる世界最大の産地〜」（2月25日） - NHK BS1
- 映画『何者』オレたち、就活するってよSP（10月） - 地方各局

2017年
- この差って何ですか?（1月10日、2月14日、2月21日、3月21日） - TBS
- サンデースポーツ（2月19日） - NHK総合
- BS世界のドキュメンタリー「"極右"の誘惑〜フランス ルペン支持者の本音〜」（4月11日） - NHK BS1
- 山崎豊子原作ドラマ「女の勲章」事前番組（4月11日、13日、14日、15日） - フジテレビ
- オペラのように恋したい（10月21日） - WOWOWライブ

2018年
- 今夜解禁!アスリート運命の一日 スポーツ名勝負の舞台裏（1月10日） - テレビ東京
- 報道ステーション（2月9日） - テレビ朝日
- KANGEI（土曜☆ブレイク枠、3月24日） - TBS
- アスリートの魂「できるまでやめへん 体操・杉原愛子」（5月12日） - NHK BS1
- 知るしん 信州を知るテレビ（5月18日、11月16日、ほか） - NHK長野放送局
- 2018 FIFAワールドカップ ロシア（6月15日、28日、ほか） - フジテレビ
- テレビ新次元! 4K・8K放送まもなくスタート!!（8月1日） - NHK総合
- BBTスペシャル「トップへの挑戦!-KUROBEアクアフェアリーズ-」（11月16日） - 富山テレビ放送
- いよいよスタート!BS4K・BS8K 開局スペシャル「第1部」（12月1日） - NHK総合
- 南太平洋の楽園でパワーチャージ!タヒチ開運旅（12月8日） - BSテレ東

2019年
- とちスペ「知ってる?とちぎの婚活事情」（3月1日） - NHK宇都宮放送局
- BREAKTHROUGH〜限界突破に挑むアスリートたち〜（3月21日） - テレビ大阪
- LIFE WITH FOOTBALL（3月26日、6月3日） - フジテレビ
- 師弟物語〜人生を変えた出会い〜「田中将大×野村克也」（6月19日） - NHK BSプレミアム
- 逆転人生「東京パラリンピック1年前スペシャル」（8月19日） - NHK総合
- 自転車旅 ユーロヴェロ70000キロ（10月5日） - NHK BSプレミアム
- クイズ!THE采配（12月29日） - TBS

2020年
- ONLY ONE 世界に挑むパラアスリートたちの誓い（3月21日） - テレビ大阪
- 逆転人生「コロナ新時代の先駆け旅館 逆転のヒントは"働き方改革"!?」（10月5日） - NHK総合
- レギュラー番組への道「イス呑み〜東京再発見〜」（10月16日） - NHK BSプレミアム
- 公開思考実験（10月） - FOD
- 未来構想会議（11月） - FOD
- 笑いでコロナを吹き飛ばせ!〜爆笑動画で振り返る2020〜（12月28日） - NHK BS1
- 史上初のワンマッチ決戦 丸山城志郎 750日の軌跡（12月29日） - テレビ大阪

2021年
- つなぐ、つながるSP（3月6日） - TBS
- 世界が騒然!本当にあった㊙衝撃ファイル（声の出演/3月9日） - テレビ東京
- 春風亭昇太のこだわり歴史噺（3月14日） - BS11
- アーキテクツ プレイス 北欧発 建築家の幸せな住まい（声の出演/3月15日） - NHK BSプレミアム
- トラブル救済!まさかのゾゾゾ...（4月29日） - NHK総合
- 逆転人生「宗教2世 親に束縛された人生からの脱出」（5月10日） - NHK総合
- 逆転人生「荒波こえて挑み続ける 伝説ボートレーサー」（5月24日） - NHK総合
- 逆転人生「船場吉兆・働き方改革旅館 話題の逆転劇その後」（10月4日） - NHK総合

2022年
- 世界が騒然!本当にあった㊙衝撃ファイル（声の出演/3月15日） - テレビ東京

2024年
- 笑顔で生きよう〜池袋事故 遺族の決意〜（4月13日） - TOKYO MX

#### CM
- アキレス「瞬足」（ダイの声）
- Another Century's Episode Portable
- NTTドコモ（ラジオCM）
- 花王 ラビナス
- カルビー Olivee/オリービー
- キャンディークラッシュ「キャンディー家族編」（キャンディーゼリーの声[133]）
- クリック証券
- セックス・アンド・ザ・シティ（フジテレビ、土曜プレミアム予告）
- TOYOTA「HYBRID DRIVE TO 2020」
- NIKE「Nike Presents: LAST」[134]
- マクドナルド「アンビリーバリュー!」（リンダの声）
- ロレアル パリ ラッシュセラム

#### ビデオ他
- ウルトラスーパーダイジェストVol.6 ウルトラセブンの秘密（後編）
- ニコラビデオ
- べてるの家「見る当事者研究 case1」[135]
- 五島プラネタリウム
- 島根県立三瓶自然館プラネタリウム番組「秘密結社鷹の爪 THE PLANETARIUM〜ぶらぶら!ブラックホールのナゾ〜」

※この他、番組・CM・VPナレーション多数

### CD

#### ドラマCD
2001年
- ヴァイスクロイツ Wish A Dream collection IV FIRST MISSION（女性ソルジャー）
- グラニュ・レイテッドハピネス（フユノ）

2002年
- サモンナイト〜界の狭間のゆりかご〜（イオス）
- よろず屋東海道本舗II〜心の糧〜（桃子）
- ランブルフィッシュBATTLE2-非常事態!恋愛旋風!!編（加藤優妃）

2003年
- 天正やおよろず（たきのん）

2004年
- 天正やおよろず 第弐之巻「食券争奪道中記」（たきのん）

2007年
- エーデルワイス 詠伝島花粉大戦争（日向みずき）
- ペルソナ3 ドラマCD Vol.1 -Daylight-（鳥海いさ子）

2008年
- 俺たちに翼はない ドラマシリーズ第1章 林田美咲（高内昌子）
- 俺たちに翼はない ドラマシリーズ第2章 渡来明日香（高内昌子）
- ペルソナ3 キャラクタードラマCD vol.2（鳥海いさ子）

2009年
- 俺たちに翼はない セカンドシーズン第一巻「夢ラジオ・空色スクールデイズ」（高内昌子）

2010年
- アルトネリコ3 世界終焉の引鉄は少女の詩が弾く side咲〜After story〜（トトラ）
- フィオナ旅行記〜命の国アクシミリア〜（アリア）

2012年
- テイルズ オブ エターニア 風に願いを（アビー）

2013年
- エクストルーパーズ（ディアナ・ハインライン）

2014年
- 俺たちに翼はない「ある日のアレキサンダーで起こったごく普通のできごと。あるいはまぁこんなことがあってもいいんじゃないかと思うもしもの話」（高内昌子）

2016年
- ハイキュー!!「田中センパイはこんなにカッコイイのになぜモテないのか」（田中冴子）
- ハイキュー!!「縁下監督」（田中冴子）

#### 音楽CD
- 俺たちに翼はない キャラソン「乙女チックロマンス」（高内昌子）
- シャーマンキング S.F.O.V IV

05）Dharma（サティ）
- はたらキッズ マイハム組 OP主題歌（マイハム組）※マイハム声優5人
- フレッシュプリキュア! ボーカルアルバム1 〜太陽の子供たちへ〜

05）笑顔の花。ココロの宙。（キュアパッション）
06）フレッシュプリキュア・サンチャイルド（キュアフレッシュ!）※プリキュア声優4人
- フレッシュプリキュア! ボーカルアルバム2 〜笑顔のおくりもの〜

09）ミライノキミヘ（キュアパッション）
06）Dreaming Flowers（キュアフレッシュ!）
11）ハピネス☆Wonder land 〜笑顔のおくりもの〜（キュアフレッシュ!）

### ラジオ
- 第22回100万円大賞ラジオCMコピー大会（2006年5月4日） - 文化放送
- わんだー☆らじお（2008年5月28日/第4回ゲスト） - 音泉
- 青山二丁目 太まん飯店（2010年4月12日/第15回ゲスト、5月17日/第20回電話出演） - 超!A&G+
- おれつば振興会 夢ラジオ・俺たちに翼はNIGHT（2011年12月16日/第54回ゲスト） - ランティスウェブラジオ

#### ラジオドラマ
- サタデー・ウェイティング・バー - TOKYO FM
- 無法地帯 - USEN
- 青山二丁目劇場 - 文化放送
  - 「ヤマの神様」（2010年5月24日、今野美春）
  - 三丁目の夕日「お好み焼き」（2011年2月28日、若い頃の春代）
  - 「ハナサケ、ウヅキ」（2011年4月18日、卯月葵）
  - キッチンぶたぶた 第四話「初めてのバイト」（2015年4月27日、白波）
  - 「夢に夢見て」（2017年5月8日、坂田）
  - 「ワスレモノタチ」（2018年10月8日、沙耶）
  - 「在処」（2019年4月29日、玲香）
  - 「魅惑のお好み焼きレディ」（2019年9月30日、レディ）
  - 「日曜日の午後」（2021年5月6日、紗香）
  - 「57歳で転職してもいいですか?」（2021年6月7日、神田りょう）
  - 「最後の扉が開く」（2021年12月6日、女）
  - 「魅惑のお好み焼きレディ2枚目」（2023年4月3日、レディ）
- 義風堂々!!直江兼続 -前田慶次月語り-（2013年、ナレーション）…『キャイ〜ンのおのれっ、この・・・傾奇者がぁ〜!!』（TBSラジオ）番組内で放送。
- 秋の特別番組 花の慶次 -琉球編-（2013年10月8日、ナレーション） - TBSラジオ
- バス旅スト presented by ウェルネット（2017年10月29日、11月5日、2018年2月4日、2月11日、11月18日、11月25日、ほか） - TOKYO FM
- 歌舞伎まるごとストーリー「あらすじえもん」キュウリが丘女学院NARUKAMI!（2019年8月9日、女教師タエマ[140]） - NHK-FM

### 舞台
- 劇団ビタミン大使ABC Ph-II課粒（2003年9月、良子）
- 劇団ビタミン大使ABC 君のビート（2006年10月、ムギタ）
- オーディオシアター 天河伝説殺人事件（2007年8月、川島智春）
- フレッシュプリキュア! ミュージカルショー〜うたって おどって しあわせゲットだよ!!〜（2009年、東せつな / キュアパッション〈声の出演〉）

### その他コンテンツ
- アキレス商品サイト「瞬足」エクストリーマーズ＋ジュブナイル（ダイ役）
- ANA 機内用オーディオ - ナビゲーター
- KAMEN RIDER DRAGON KNIGHT SPECIAL EVENT【DVD】
- ジャパレン カーナビ付録オーディオ 沖縄/北海道 - ナビゲーター
- ダイハツ MOVE2000 - イベントナビゲーター＆MC
- パナソニック VIERA（DMP-BV200） - 顔出し電車内広告
  - パナソニック商品サイト「私のビエラ」、「小松さんに告白シアター」
- 香港銀幕天国（カミングスーンTV） - 顔出し
- メタルギアソリッド2 - モーションアクター
- 読むドラ（フジテレビ721） - 顔出し
- Lucian Bee's LIVE DVD ROMANXIA WORLD TOUR 2010 in YOKOHAMA
- NHK1.5チャンネル ムロツヨシの顔面ドラマ〜無人島（スーザン[141]）

### シリーズ一覧
1. ↑  第1期（2009年 - 2010年）、第2期『REVERSE』（2011年）
2. ↑  第1期（2010年）、第2期『セカンドコレクション』（2010年）
3. ↑  第2期『セカンドシーズン』（2015年 - 2016年）、第3期『烏野高校 VS 白鳥沢学園高校』（2016年）、第4期『TO THE TOP』第1クール（2020年）、第4期『TO THE TOP』第2クール（2020年）
4. ↑  第1作（2020年）、第2作『アサティール2 未来の昔ばなし』（2025年）

### 初出話一覧
1. ↑  第363話初出
2. ↑  第399話初出
3. 1 2 3 4 5 6 7 8 9  第1話初出
4. 1 2 3  第44話初出
5. ↑  第52話初出
6. 1 2  第46話初出
7. 1 2  第13話初出
8. 1 2 3  第8話初出
9. 1 2 3 4 5 6 7  第2話初出
10. ↑  第241話初出
11. 1 2 3 4 5  第9話初出
12. 1 2  第16話初出
13. 1 2 3 4  第3話初出
14. 1 2  第6話初出
15. ↑  第5話初出
16. ↑  第7話初出
17. 1 2  第10話初出
18. ↑  第59話初出
19. ↑  第31話初出
20. ↑  第1期 第13話初出
21. ↑  第1期 第22話初出
22. ↑  第439話初出
23. ↑  第660話初出
24. ↑  第710話初出
25. ↑  第777話初出
26. ↑  第887話初出
27. ↑  第909話初出
28. ↑  第1期 第48話初出
29. ↑  第2期 第21話初出
30. ↑  第376話初出
31. ↑  第11話初出
32. 1 2  第15話初出
33. ↑  第21話初出
34. ↑  第2期 第2話初出
35. ↑  第4期 第8話初出
36. ↑  第4期 第17話初出
37. ↑  第843話初出
38. ↑  第89話初出
39. ↑  第115話初出
40. ↑  第38話初出
41. ↑  第19話初出
42. 1 2  第2作 第12話初出
43. ↑  第1作 第7話初出
44. ↑  第18話初出
45. ↑  第23話初出
46. ↑  第26話初出
47. ↑  第3期 第15話初出
48. ↑  第91話初出
49. ↑  第4話初出